# Бухаров (село)
Бухаров (укр. Бухарів) — село в Острожской городской общине Ровненского района Ровненской области Украины.
До 2020 года входило в Острожский район.
Население по переписи 2001 года составляло 245 человек. Почтовый индекс — 35811. Телефонный код — 3654. Код КОАТУУ — 5624280801.